# Třída Iron Duke
Třída Iron Duke byla třída britských bitevních lodí. Jednalo se o v pořadí třetí třídu tzv. superdreadnoughtů Royal Navy (po třídách Orion a King George V), tedy bitevních lodí s děly ráže 343 mm.
Celou třídu tvořila čtveřice lodí (HMS Iron Duke, HMS Marlborough, HMS Benbow a HMS Emperor of India), založených v letech 1912–1913. Konstrukce lodí vycházela z předchozí třídy King George V, přičemž byla zesílena pancéřová ochrana a ráže sekundární výzbroje ze 102 mm na 152 mm. Novinkou také bylo zavedení protiletadlových děl – v tomto případě dvou 76mm kanónů.
Lodě také měly výrazně vyšší výtlak. Schéma rozmístění hlavní výzbroje bylo obdobné jako u předchozí třídy. Deset děl ráže 343 mm bylo umístěno v pěti dělových věžích, po dvou na přídi a zádi plavidla a s třetí věží vestavěnou mezi nástavbami v prostoru za druhým komínem. U následující třídy Queen Elizabeth již byla pátá věž zcela vypuštěna.
Všechna čtyři plavidla se účastnila bojů první světové války. Benbow, Iron Duke a Marlborough bojovaly v bitvě u Jutska. Benbow byla v roce 1929 prodána do šrotu, Emperor of India byla v roce 1931 potopena jako cvičný cíl, Marlborough byl v roce 1932 prodán k sešrotování a Iron Duke sloužil dlouhá léta jako cvičná loď a do šrotu byl prodán až v roce 1946.